# 音樂製作人
音樂製作人（英語：Music Producer）或者唱片製作人（英語：Record Producer）在唱片工業裡是個非常重要的角色，工作內容涵蓋控制一首歌錄音工程的排程、訓練和指導新的音樂家、組織調度製作預算和資源、監督錄音的過程、進行編曲或混音以及母帶後製的工作。
就某些方面而言，唱片/音樂製作人就像影劇導演，他的任務是製作、設計製作出符合整個專輯風格的歌曲，不同的是專輯製作人很少負責籌措經費，而是被一些擁有資金的人給雇用，通常是唱片公司或歌手本身。20世紀下半葉開始，唱片製作人也開始從事一些更廣、更具有創造性的工作。

## 歷史
當音樂人擺脫傳統的產業體系而創立商業化的音樂工作室時，新一代的具有創業精神的製作人，很多本身就是之前的唱片公司的雇員，得以建立一個在參與唱片製作過程中，更直接和複雜的新角色。
在唱片工業的發展的同時，錄影帶的出現、獨立電視公司的創立，例如德西路電視公司與1950年代的巨星露西爾·鮑爾（Lucille Ball）和她的丈夫德西·阿南茲（Desi Arnaz），都使得電視工業也在同時產生了急遽的變動。
菲爾·斯佩克特（Phil Spector）是個重要的例子。由他製作的羅尼特組合（The Ronettes）、水晶合唱團（The Crystals）、達琳·洛芙（Darlene Love）、正義兄弟（The Righteous Brothers）與巴黎姊妹合唱團（The Paris Sisters）確立了貓王與披頭四（1958年至1964年）間的界線。另外，史佩克特使用的音牆（Wall of Sound）製作技術在其年代之後仍繼續被使用。他們為不知名的歌手錄製唱片，並通常以假名發行。由唐·克許那（Don Kirshner）製作的虛擬樂團高射炮合唱團（The Archies）、丹尼·傑森（Danny Jason）發行的喬希和貓（Josie & The Pussycats）就是個例子。傑夫·拜瑞（Jeff Barry）和安迪·金同樣也是參與高射炮合唱團的「唱片藝術家」。在日本，自1960年代以來，此類人物主要是負責音樂產業中商業的一環，例如資金與物流的調度，並不多涉於音樂本身的創作。但1990年代小室哲哉的出現，對日本音樂製作人的角色掀起了重大變革。小室使得唱片製作人的影響力由商業層面跨足到支配音樂本體層面，至今，日本的唱片製作人在日本唱片工業依然有重要地位。
而現在的製作人通常幾乎一手包辦所有的職務，包括選擇和安排專輯的曲目、編曲或混音、監督錄音過程，甚至參與創作。獨立的音樂製作公司飛快地在流行音樂界佔有了一席之地，而製作人很快地便成了歌手和唱片公司間重要的仲介：他們與新的歌手簽約、進行錄音，然後為其取得出版的許可，並出版、宣傳和販賣。其中最優秀的例子就是知名英國製作人喬治·馬丁，他在EMI唱片公司擔任製作人和新人發掘經理。多年後，成立了自己的公司，並成為一位非常成功的獨立製作人。

## 外部連結
- Record Producer video interviews with 140 producers featured （页面存档备份，存于）